# Andrew Steinmann
Andrew Steinmann (Cincinnati, 26 maggio 1954) è un biblista e teologo statunitense, professore emerito di teologia e lingua ebraica alla Concordia University di Chicago.
È autore di pubblicazioni relative al canone veterotestamentario, commentari ad alcuni libri dell dell'Antico, alla cronologia, alla grammatica dell'ebraico e dell'aramaico biblico.

## Biografia
Steinmann ottenne il  Bachelor of Science in ingegneria chimica all'Università di Cincinnati. Conseguito il Master of Divinity al Concordia Theological Seminary di Fort Wayne, nell'Indiana, divenne membro del Sinodo della Chiesa Luterana del Missouri.
Assistente pastore della chiesa luterana di San Giovanni a Fraser e Westlake, fu professore associato al college di Ann Arbor, afferente all'Università Concordia, negli anni in cui stava completando il dottorato in Studi del Vicino Oriente all'Università del Michigan. 
A partire agli anni 2000, iniziò a insegnare come ordinario di teologia e lingua ebraica all'Università Concordia di Chicago.
È stato ospite abituale di alcuni programmi radio trasmessi a Kirkwood e a Detroit.

## Opere selezionate
Nella monografia The Oracles of God: The Old Testament Canon riesaminò le evidenze storiche esistenti riguardo alla redazione e organizzazione della Bibbia ebraica. Fra le conclusioni più importanti dello studio vi fu quella secondo la quale una collezione di testi canonici esisteva prima della nascita di Gesù Cristo, suddivisi in Pentateuco e libri profetici. Entrambi erano conservati nel Tempio di Gerusalemme ed erano considerati dagli Israeliti come un complesso di scritti auterevoli e divinamente ispirati.
Le scuole giudaiche e la cristianità avrebbero poi fatti propri questi assunti, dai quali le due religioni abramitiche avrebbero preso le mosse per sviluppare una classificazione più articolata dei testi biblici.
Nelle pubblicazioni From Abraham to Paul: A Biblical Chronology ("Da Abramo a Paolo: una cronologia della Bibbia") e in particolare When Did Herod the Great Reign? ("Quando regnò Erode il Grande?), propose una datazione della morte di Erode I all'1 d.C., tesi che raccolse consensi nella comunità scientifica.
In collaborazione con Roger Young ipotizzò che la fonte storica dell'epigrafe greca Marmor Parium fossero le informazioni anagrafiche presenti nella città di Atene.